# ورزشگاه رولان گاروس
ورزشگاه رولان گاروس (فرانسوی: Stade Roland Garros‎) یک ورزشگاه تنیس در شهر پاریس، فرانسه است.
این ورزشگاه در سال ۱۹۲۸ تأسیس شده و دارای ۳ زمین تنیس می‌باشد. ورزشگاه رولان گاروس میزبان مسابقات تنیس آزاد فرانسه است.

این ورزشگاه میزبان بازی‌های تنیس المپیک تابستانی ۲۰۲۴ در پاریس بود. در بخش مردان، برای نخستین بار، نواک جوکوویچ توانست پس از ۵ دوره تلاش، مدال طلای ماده انفرادی را کسب کند و این مدال را به ویترین افتخارات خود افزود.

### زمین فیلیپ شاتریه

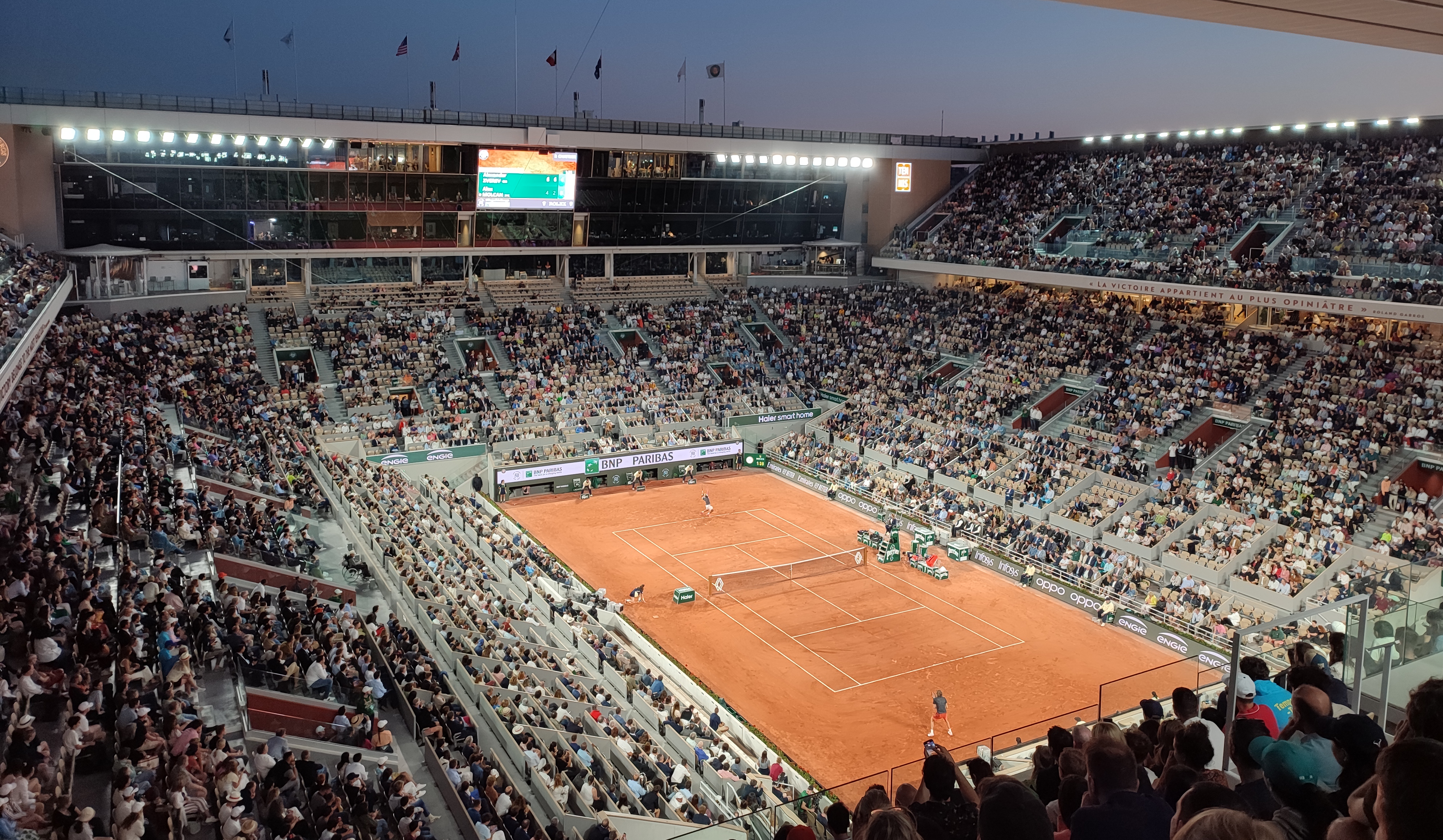
زمین‌بازی فیلیپ شاتریه در سال ۲۰۲۳

این زمین‌بازی به افتخار تنیسور مشهور فرانسوی، فیلیپ شاتریه نام‌گذاری شد، در سال ۱۹۲۸ میلادی ساخته شد.
گنجایش این زمین‌بازی پس از نوسازی در سال ۲۰۱۹، به ۱۵٬۲۲۵ نفر رسید.

### زمین سوزان لانگلن

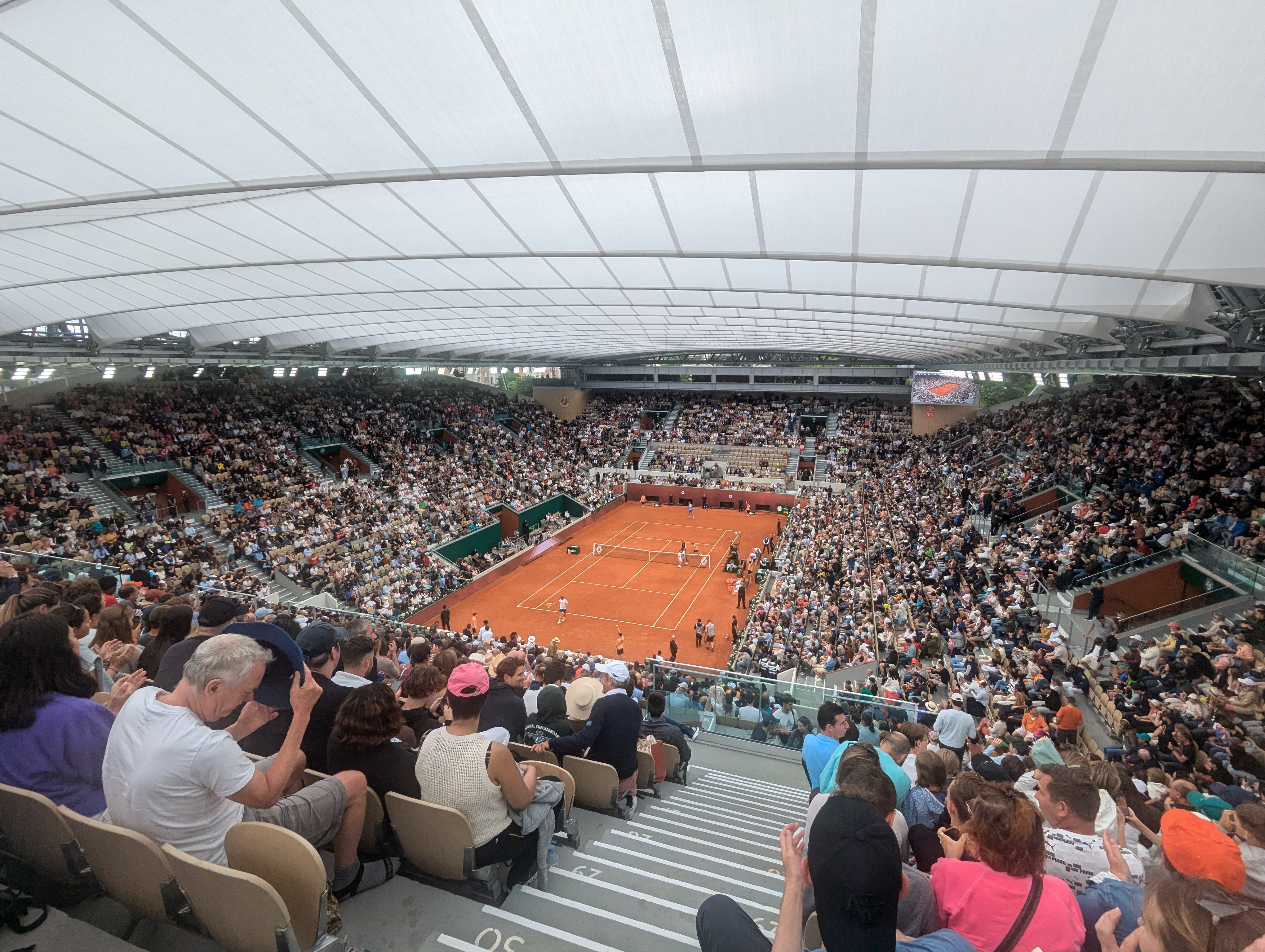
زمین‌بازی سوزان لانگلن با سقف جدیدش در سال ۲۰۲۴.

این بخش از ورزشگاه، در سال ۱۹۹۴ ساخته شد.
این زمین‌بازی دومین زمین تنیس این ورزشگاه است که به نام سوزان لانگلان، تنیسور زن فرانسوی نام‌گذاری شده‌است و از آن به عنوان زمین‌بازی ۱ نیز یاد می‌شود.
گنجایش این زمین‌بازی ۱۰٬۰۶۸ نفر است. 
همچنین در سال ۱۹۹۴، راهروی بین دو زمین‌بازی سوزان لانگلن و فیلیپ شاتریه، به نام تنیسوری دیگر از فرانسه،‌ مارسل برنار نام‌گذاری شد. او در همین سال درگذشته بود.

سقف جمع شونده ای که این زمین‌بازی را می‌پوشاند، به موقع برای بازی‌های المپیک تابستانی ۲۰۲۴ نصب شد.
از این سقف در ۲۶ مه ۲۰۲۴ به مناسبت نخستین روز مسابقات تنیس آزاد فرانسه افتتاح شد. این سقف،‌ از دو سازه‌ی جانبی به ابعاد ۱۰۰ متر در ۲۰ متر و یک بوم سفید تشکیل شده است، در ۱۵ دقیقه بسته می‌شود، در طراحی آن از دامن چین‌دار سوزان لانگلان الهام گرفته شده‌است و ساختار آن به پنل های فتوولتائیک مجهز است.

### زمین سیمونه ماتیو

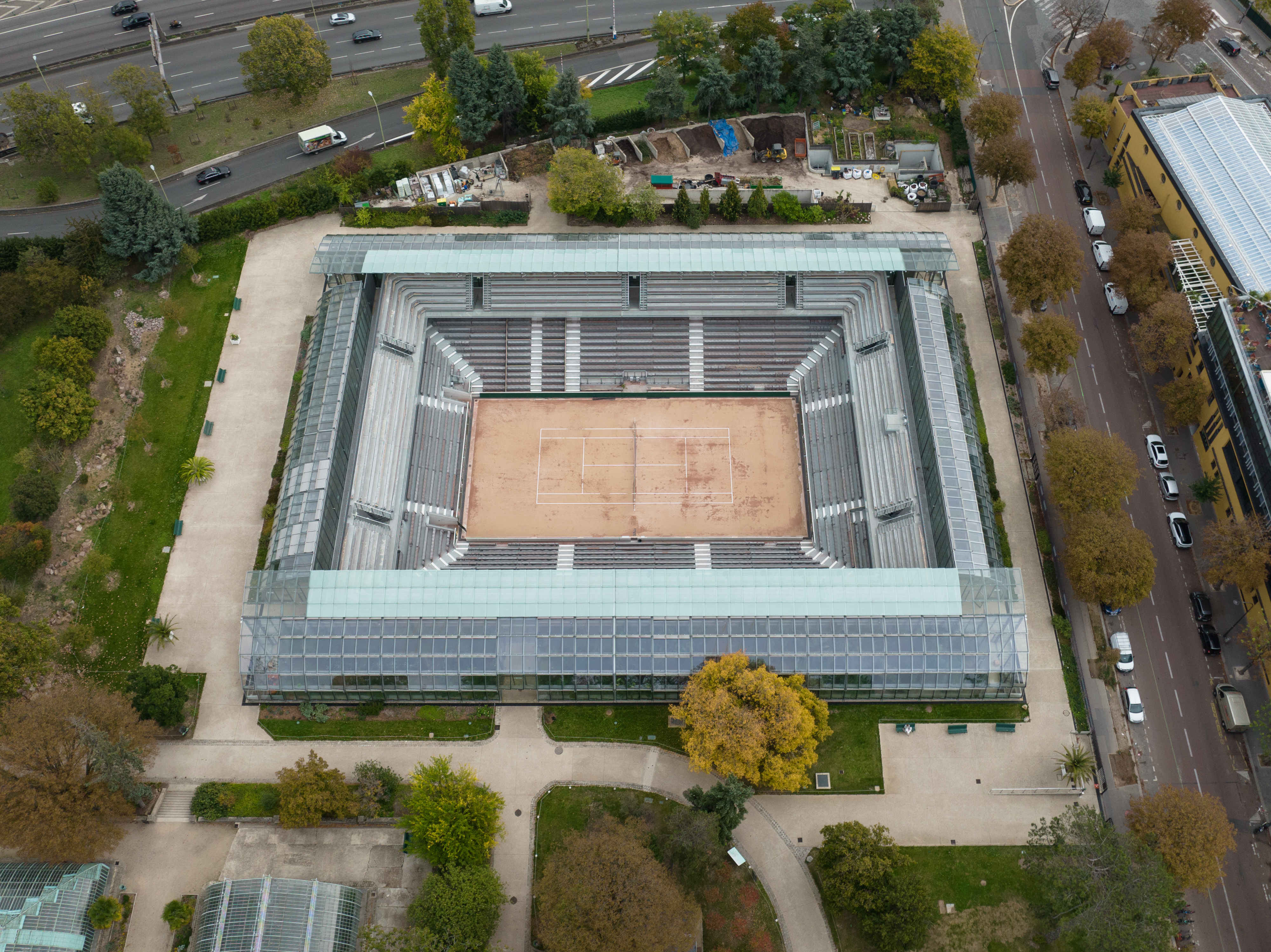
زمین‌بازی سیمون متیو در سال ۲۰۲۲

زمین‌بازی جدید ۵۰۰۰ نفری ورزشگاه رولان گاروس در مارچ ۲۰۱۹ در زمین ژاردین دس سرس د آتویل تکمیل شد.
به افتخار ورزشکار فقید فرانسوی، سیمون متیو، این زمین به نام او مفتخر شد. او در سال‌های ۱۹۳۸ و ۱۹۳۹ توانسته بود در ماده انفرادی زنان در تنیس آزاد فرانسه به مقام قهرمانی برسد. از او به عنوان یکی از نیروهای فعال مقاومت فرانسه در طول جنگ جهانی دوم نیز یاد می‌شود.

## نگارخانه

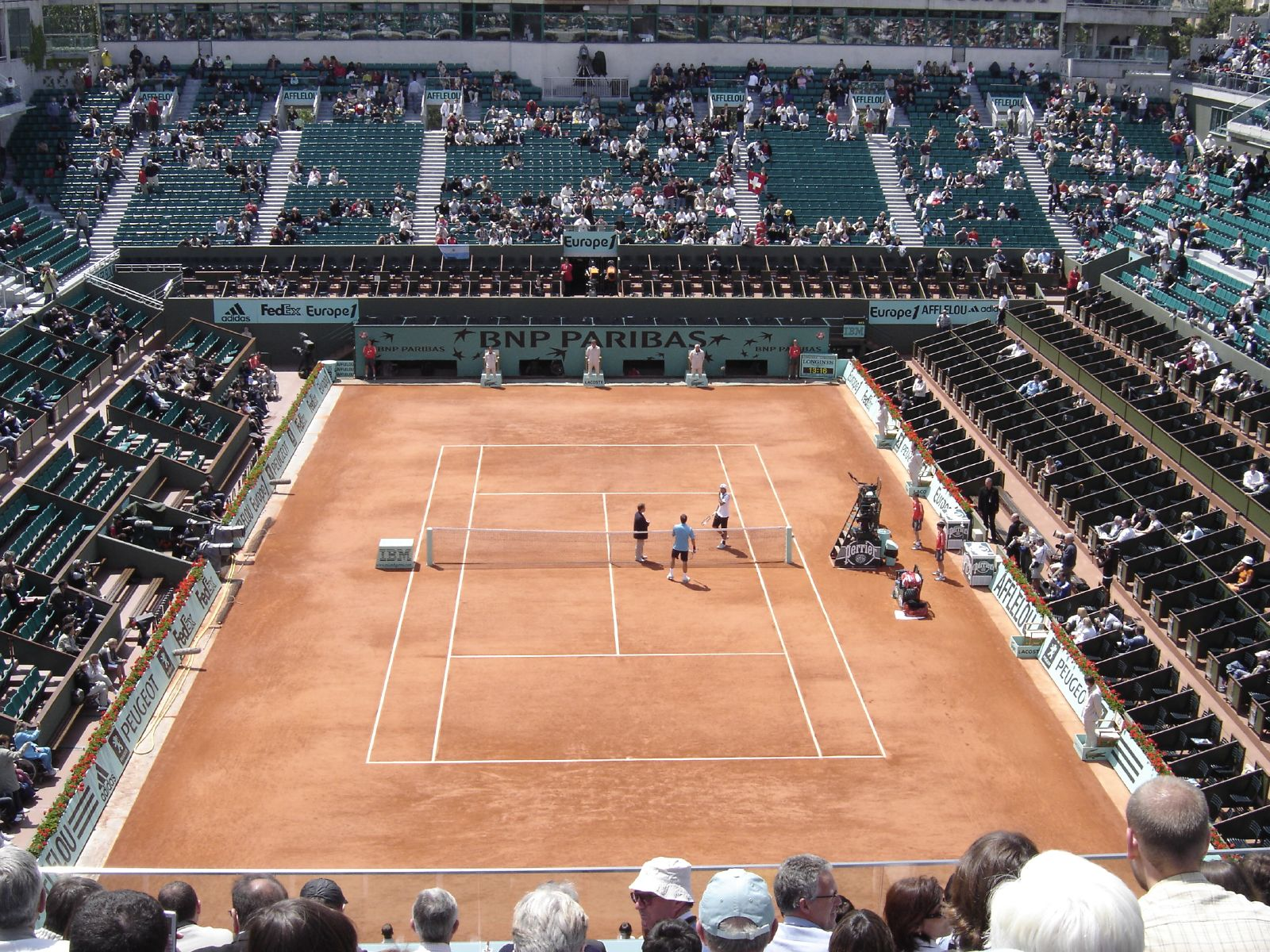
زمین فیلیپ شاتریه
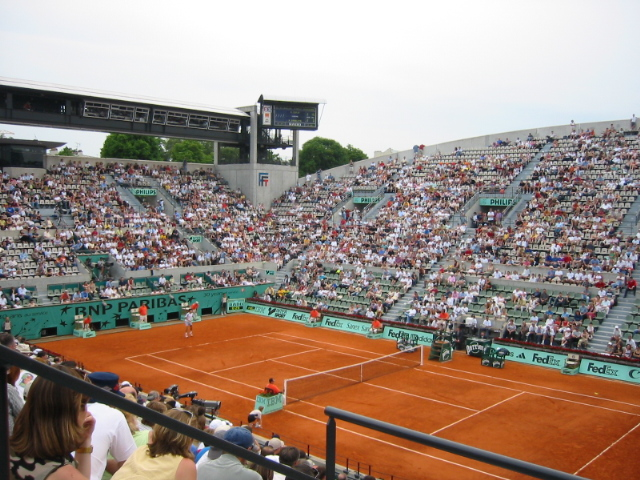
زمین سوزان لانگلن
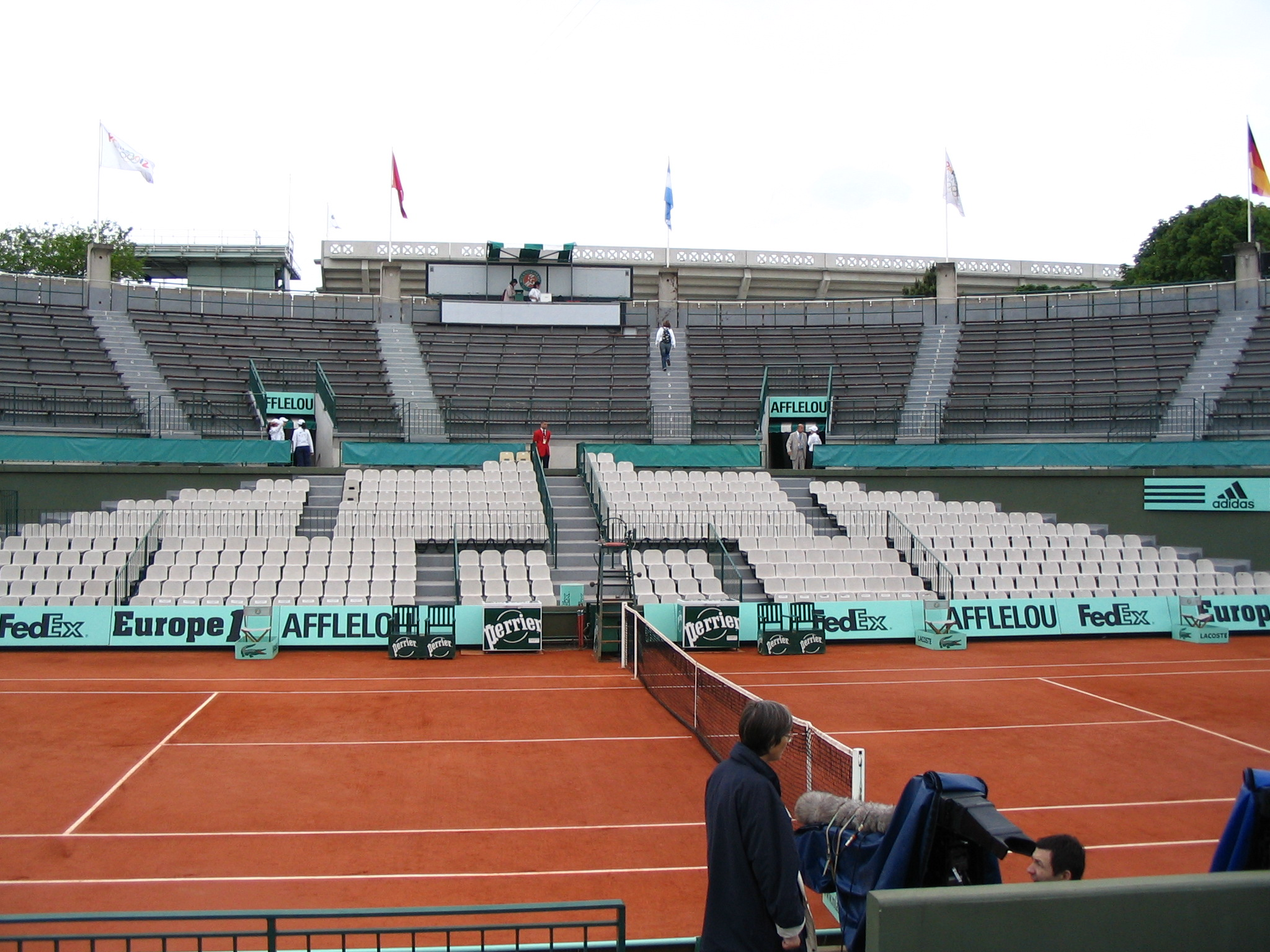
زمین ۱